# 3952 Руссельмарк
3952 Руссельмарк (3952 Russellmark) — астероїд головного поясу, відкритий 14 березня 1986 року.
Тіссеранів параметр щодо Юпітера — 3,519.